# Легион «Кондор»

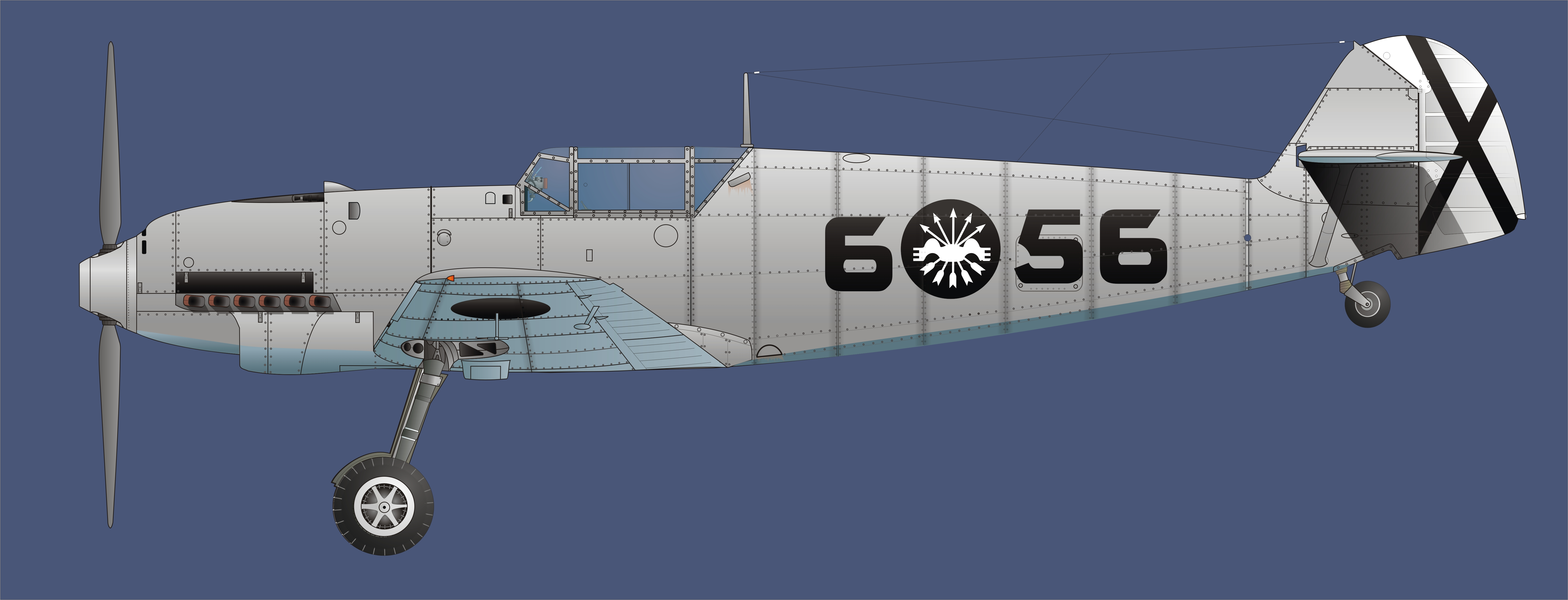
Новейший в то время истребитель Messerschmitt Bf 109C-1 Ягдгруппы 88-го легиона, 1938

Опознавательные знаки самолётов сторон гражданской войны в Испании

Легион «Кондор» (нем. Legion Condor) — добровольческое военное-воздушное и сухопутное соединение Третьего Рейха, отправленное в Испанию для поддержки в гражданской войне националистов Франсиско Франко. Подразделение люфтваффе (нем. Luftwaffe), имевшее при себе бронетанковую группу. Воздушные силы легиона состояли из четырёх эскадрилий бомбардировщиков (12 бомбардировщиков в каждой) и четырёх эскадрилий истребителей. Также в состав легиона входили отряды противовоздушной (ПВО) и противотанковой (ПТО) защиты; бронетанковая группа составляла четыре батальона, секции транспорта, противотанковые артиллерийское и огнемётное подразделения.
Численность германского легиона «Кондор» составляла около 5,5 тысячи военнослужащих.

## История
Легион, действовавший в Испании с октября 1936 года, состоял из бомбардировочного полка (первоначально 3, затем 4 эскадрильи), истребительного полка (первоначально 3, затем 5 эскадрилий), разведывательной эскадрильи, батальона зенитной артиллерии, батальона связи, транспортного батальона и батальона снабжения. Число самолётов в легионе не превышало одновременно 150.
Сначала на вооружении легиона были трёхмоторные бомбардировщики Junkers Ju-52 и истребители-бипланы Heinkel He-51. Впоследствии они были заменены на более современные Heinkel He-111, Junkers Ju-87 и Messerschmitt Bf.109 (которые фактически проходили испытания, и поэтому в легионе было немало гражданского авиационного персонала).
Танковое подразделение легиона имело на вооружении 180 PzKpfw I (по советской терминологии — Т-1) — лёгких танков, вооружённых спаренным пулемётом. Немецкие инструкторы готовили для них экипажи из испанцев. Впоследствии использовалось несколько десятков трофейных советских танков Т-26. Противотанковые батареи имели на вооружении орудия калибра 37 мм.
Первые немецкие самолёты начали испанскую кампанию ещё в начале августа 1936 года, когда они помогали перевозить солдат Франко из Марокко в Испанию. На протяжении следующих месяцев немецкая военная помощь быстро увеличивалась. 3 ноября 1936 года эти подразделения были официально объединены в легион «Кондор» под командованием генерал-майора Гуго Шперрле, начальником штаба стал оберст-лейтенант Вольфрам фон Рихтхофен. Легион имел в своём составе около 100 самолётов и 4500 добровольцев.
В легион «Кондор» входили следующие подразделения:
- S/88 — штаб;
- J/88 — истребительная авиагруппа (3-4 штаффеля (эскадрильи));
- K/88 — бомбардировочная авиагруппа (3-4 штаффеля);
- A/88 — разведывательный штаффель;
- AS/88 — штаффель морских самолётов-разведчиков;
- B/88 — часть аэродромного обслуживания;
- F/88 — часть зенитной артиллерии;
- Laz/88 — полевой госпиталь;
- Ln/88 — разведывательный отдел;
- MA/88 — отдел снабжения;
- P/88 — транспортный отдел;
- San/88 — санитарное подразделение;
- VJ/88 — опытный истребительный штаффель;
- VB/88 — опытный бомбардировочный штаффель;
- VS/88 — штаб связи с испанскими и итальянскими частями;
- W/88 — метеорологическая служба.

Путём ротации боевого состава, в общей сложности около 20 000 немецких военных специалистов служили в Испании. В 1936—1939 годах боевой опыт в Испании получили 405 лётчиков-истребителей Люфтваффе: 125 офицеров и 280 унтер-офицеров. Из 262 самолётов, входивших в этот период в состав J/88, было потеряно 40 Bf-109 и 38 He-51. При этом потери в результате действий противника составили 21 Bf-109 и 34 He-51, в то же время на счету лётчиков Легиона было 313 подтверждённых побед (а также 52 неподтверждённые).
Истребительной авиагруппой легиона командовали следующие лица:
- Майор Хубертус фон Мерхарт (Hubertus von Merhart);
- Майор Готтхард Хандрак (Gotthard Handrick);
- Гауптман Вальтер Грабман (Walter Grabmann).

1-м отрядом авиагруппы:
- Гауптман Вернер Пальм (Werner Palm);
- Гауптман Харро Хардер (Harro Harder);
- Гауптман Вольфганг Шеллман (Wolfgang Schellmann);
- Гауптман Зибельт Реентс (Siebelt Reents).

2-м отрядом авиагруппы:
- Гауптман Зигфрид Леманн (Siegfried Lehmann);
- Гауптман Гюнтер Лютцов (Günther Lützow);
- Гауптман Иоахим Шлихтинг (Joachim Schlichting);
- Обер-лейтенант Альфред фон Лоевски (Alfred von Lojewski).

3-м отрядом авиагруппы:
- Обер-лейтенант Юрген Рот (Jürgen Roth);
- Обер-лейтенант Дуглас Питкерн (Douglas Pitcairn);
- Обер-лейтенант Адольф Галланд (Adolf Galland);
- Гауптман Вернер Мёльдерс (Werner Mölders);
- Обер-лейтенант Хубертус фон Бонин (Hubertus von Bonin).

4-м отрядом авиагруппы:
- Обер-лейтенант Крафт Эберхардт (Kraft Eberhardt);
- Гауптман Хервиг Кнюппель (Herwig Knüppel);
- Обер-лейтенант Вальтер Кензль (Walter Kienzle);
- Обер-лейтенант Эберхард д’Эльза (Eberhard d’Elsa).

Кроме немецкого, на стороне Франко воевали итальянские и португальские подразделения. На стороне республики воевали добровольцы Интернациональных бригад, состав которых формировался в основном по национальному принципу: имени Линкольна — американская, имени Тельмана — немецкая, имени Гарибальди — итальянская, батальон Андре Марти — французский; также многочисленные добровольцы из СССР. Адольф Гитлер оправдывал вмешательство в испанскую гражданскую войну, как «борьбу против большевизма».
Принимая участие в гражданской войне, Германия воспользовалась возможностью испытывать и усовершенствовать новое оружие и военную тактику. В Испании прошли боевое крещение такие истребители, как Messerschmitt Bf.109, бомбардировщики Heinkel He 111 и позднее пикирующий бомбардировщик Junkers Ju 87 «Stuka». Эти самолёты играли важную роль на протяжении первых лет Второй мировой войны. В легион «Кондор» также входили танковые подразделения (нем. Panzerkampfwagen) и подразделения ВМС, которые обучали военно-морские силы Франко. Во время испанской кампании немцы также испытали и усовершенствовали свою 88-мм тяжёлую зенитную артиллерию, которую они использовали для уничтожения танков, укреплений и самолётов.
Легион получил «мировую известность» во время демонстративной бомбардировки мирного города Герника 26 апреля 1937 года, которая вызвала международное осуждение. Это событие вдохновило Пабло Пикассо во Франции на создание известной картины «Герника», которая драматично изображала страдания гражданского населения. Хотя этот город не был атакован первым, масштаб разрушения (по разным оценкам — от 120 до 3000 человек убитых и около 70 % разрушенных бомбами и пожаром зданий) был началом того, что ожидало многие города Европы во время Второй мировой войны: Сталинград, Ковентри, Дрезден и другие.
Все самолёты, за исключением пикирующего бомбардировщика Ju-87 «Stuka», а также снаряжение были оставлены немцами в виде помощи армии националистов Франко (на вооружение которой попали после войны и трофейные самолёты советских моделей).
В 1998 году немецкий парламент принял решение о запрете называть военные объекты именами бойцов легиона. Однако, вплоть до 2005 года 74-е истребительное крыло Люфтваффе носило имя Вернера Мёльдерса, лучшего аса из пилотов легиона.